# 기원전 99년

## 연호
- 전한(前漢) 천한(天漢) 2년

## 기년
- 전한(前漢) 무제(武帝) 42년

## 사망
- 고조선의 관리 삼